# Вълкашин
Вълкашин (на сръбски: Вукашин Мрњавчевић или Vukašin Mrnjavčević) е средновековен сръбски владетел в периода от 1365 до 1371 година и баща на крал Марко, известен повече като Крали Марко.

## Биография
Една от версиите за произхода на Вълкашин е на Мавро Орбини, който пише в Царството на славяните, че крал Вълкашин е син на владетеля Мърнява от Ливно, който живеел в Благай на Неретва. В 1350 година Вълкашин е жупан на Прилеп. Според някои средновековни сръбски източници двамата имат български произход. След смъртта на цар Стефан Душан през 1355 година Вълкашин поддържа цар Стефан Урош V, който му дава титлата деспот. През 1365 цар Урош го прогласява за съвладетел и му дава титлата крал. Вълкашин бързо се откъсва от васалитета си и през 1369 година се провъзгласява за самостоятелен владетел при разпада на Сръбското царство. Под властта му е Душановата столица Призрен и северна и западна Македония, с градовете Скопие, Прилеп и Охрид. Сам той се нарича господин на сръбската земя и гърците и западните страни. Брат му Углеша Мърнявчевич се обявява за деспот в Средна и Южна Македония - Драмско и Сярско със столица Сяр (1336-1371). 
Вълкашин се опитва да укрепи положението си чрез династически бракове на децата си. За един от синовете си Андриаш Мърнявчевич той иска да вземе жена от рода Шубичи, роднини на цар Душан, която в това време живее в двора на бан Твърдко I Котроманич. На този брак попречва папата, който не позволява една принцеса католичка да се омъжи за православен. Синът му Марко Мърнявчевич се венчава с Елена, дъщерята на войводата Хлапен. Дъщеря си Оливера Вълкашин жени за Георги Балшич.
При настъплението на запад на османските турци Вълкашин тръгва с войска на помощ на брат си деспот Углеша. На 26 септември 1371 година в битката при Черномен на Марица османските военачалници Лала Шахин и Евренос бей разбиват войските на двамата братя. Така Вълкашин и брат му Углеша загиват в боя.
Сведения за хода на военните действия оставя монахът Иван  Серски „...деспот (Йоан) Углеша подигна цялата сръбска и гръцка войска, и своя брат Вълкашин, и много други велможи, общо около 60 000 души  избрана войска. И те тръгнаха към Македония (Тракия), за да прогонят турците, без да пресъдят, че никой не е мощен да се противопостави на божия гняв. Не тях прочее прогониха, но сами бяха погубени от тях...”
Допълнителни подробности за сражението при Черномен на 26 септември  се съдържат в „Безименна българска летопис“ от началото на второто десетилетие на  XV в.
„Аморат отново се вдигна да отиде или против българите или против Углеша. Когато Углеша и крал Вълкашина узнаха това, събра се множество сръбска войска, а също и от Далмация и Требине. Защото Углеша и брат му Вълкашин слязоха чак до Сяр. Тогава дойдоха много турци с Аморат, разрази се страшен бой и настана голямо кръвопролитие при р. Марица. Турците зовяха силно и тъй като сърбите се обърнаха в бяг те убиха краля Вълкашина и Углеша. Двамата загинаха в 6789 г (1371), на 26 ден от месец Септември. Турците взеха множество пленници и ги погубиха при Галиполи" Ако се доверим на османските хронисти то научаваме, че преди важното сражение обединената християнска коалиция слага слаба стража, а отгоре на всичко вечерта пийват вино. Османците си изненадват с внезапна атака и бързо избиват хиляди от тях (включително Вълкашин и Углеша), а друти поробват. Османците злорадо дават пример, защо не следва да се пие вино.
След смъртта на двамата братя коалицията се погубва.

## Семейство
Според преданието Вълкашин (както по-късно и синът му Крали Марко) се венчава в Зързенския манастир. Съпругата му се казва Елена (споменавана и като Алена). Известно е, че тя надживява Вълкашин и след гибелта му влиза в манастир. Двамата имат четирима сина и една дъщеря:
- Иваниш Мърнявчевич († 1385 г.), загива в битката при Савра срещу османците;
- Марко Мърнявчевич, известен като Крали Марко, загива в битката при Ровине;
- Андриаш Мърнявчевич († след 1395 г.);
- Димитър Мърнявчевич († след 1407 г.);
- Оливера Мърнявчевич, омъжена за Георги Балшич